# Satyameva Jayate

Quốc huy của Ấn Độ

"Satyameva Jayate" (tiếng Phạn: सत्यमेव जयते satyam-eva jayate. "Chỉ có chân lí đắc thắng.") là một chân ngôn từ kinh Mundaka Upanishad thời Ấn Độ cổ đại. Khi Ấn Độ giành được độc lập, nó đã được thông qua như là khẩu hiệu quốc gia của Ấn Độ.
Nó đã được khắc lên kèm theo quốc huy Ấn Độ. Quốc huy và từ "Satyameva Jayate" được ghi trên mỗi riêng một mặt của tất cả mệnh giá tiền tệ của Ấn Độ. Thiết kế của quốc huy lấy từ hình tượng Đầu trụ sư tử Ashoka đã được dựng lên khoảng năm 250 TCN tại Sarnath, gần Varanasi ở bang Uttar Pradesh nằm về phía bắc của Ấn Độ. Nó được in lên tất cả các loại tiền giấy và các tài liệu quốc gia.

## Xuất xứ
Xuất xứ của khẩu hiệu được biết đến là từ chân ngôn 3.1.6 trong kinh Mundaka Upanishad. Câu chân ngôn như sau:
Trong chữ Devanāgarī

सत्यमेव जयते नानृतं सत्येन पन्था विततो देवयानः ।

येनाक्रमन्त्यृषयो ह्याप्तकामा यत्र तत् सत्यस्य परमं निधानम् ॥

Chuyển tự

satyameva jayate nānṛtaṁ

satyena panthā vitato devayānaḥ

yenākramantyṛṣayo hyāptakāmā

yatra tat satyasya paramaṁ nidhānam[1]
1. ^ "Mundaka Upanishad, bình của Shankara". Kinh thư Khôn ngoan. 

Trong tiếng Anh

Truth alone triumphs; not falsehood.

Through truth the divine path is spread out

by which the sages whose desires have been completely fulfilled,

reach where that supreme treasure of Truth resides.[1]
1. ^ Swami Krishnananda. "The Mundaka Upanishad:Third Mundaka, First Khanda". 

Trong tiếng Việt (tạm dịch)

Chỉ có chân lí đắc thắng; không phải điều dối trá.

Qua chân lí sự thật con đường tuyệt diệu được rộng mở

bởi những thánh nhân đã vẹn toàn tâm nguyện,

đến với kho báu tối thượng của Sự chân lí.

## Nghĩa mở rộng
Những ý nghĩa mở rộng phổ biến bao gồm:
- 'Chân lí là Bất bại'
- 'Chỉ có chân lí đắc thắng*'
- 'Chỉ có sự chân lí chinh phục, không phải sự dối trá'
- 'Sự thật chiếm ưu thế, không phải điều không đúng sự thật' [3]
- 'Chỉ có chân lí chinh phục, không phải dối trá' [4]
- 'Chỉ Có Chân Lí Đắc thắng, không phải sự đó (na) chống lại luật Thiêng (Rta)
- Vaimaye Vellum (tiếng Tamil: வாய்மையே வெல்லும்)

Khẩu hiệu đã được phổ biến rộng rãi và đưa vào từ vựng quốc gia bởi Madan Mohan Malaviya vào năm 1918 giữa nhiệm kì thứ hai trong bốn nhiệm kì của ông ấy như Chủ tịch của đảng Quốc Đại Ấn Độ.